# Медаль дроздовцам
Медаль дроздовцам — медаль, учреждённая 25 ноября 1918 году для награждения военнослужащих дроздовской дивизии.
Утверждена Приказом Главнокомандующего Добровольческой армией № 191 от 25 ноября (8 декабря) 1918 года. Носилась на груди левее всех степеней Георгиевского креста и Георгиевской медали и правее всех прочих знаков отличий и медалей. В описании «медали дроздовцев» говорилось: «Две ветки — справа дубовая как символ непоколебимого решения и слева лавровая, символизирующая решение, увенчавшееся успехом. На поле медали изображён выпуклый рисунок: Россия в виде женщины в древнерусском одеянии, стоящей с мечом в протянутой правой руке над обрывом, и на дне его и по скату группа русских войск с оружием в руках, взбирающаяся к ногам женщины и олицетворяющая стремление к воссоединению Единой, Неделимой, Великой России. Фон рисунка — восходящее солнце…»:511

## История
В конце 1917—начале 1918 годов в Яссах была сформирована белогвардейская дивизия численностью около 1500 человек, под командованием полковника Генерального штаба Дроздовского. 11 марта дивизия начала поход, на Кубань, чтобы соединиться с Добровольческой армией Корнилова. Пройдя 1200 верст 7 мая дроздовцы соединились с частями добровольческой армии.
Приказом № 191 от 25 ноября 1918 года для всех дроздовцев учреждена памятная медаль. Она носилась на бело-сине-красной ленте и по уставу передавалась потомкам награждённого для хранения в семье.

## Описание

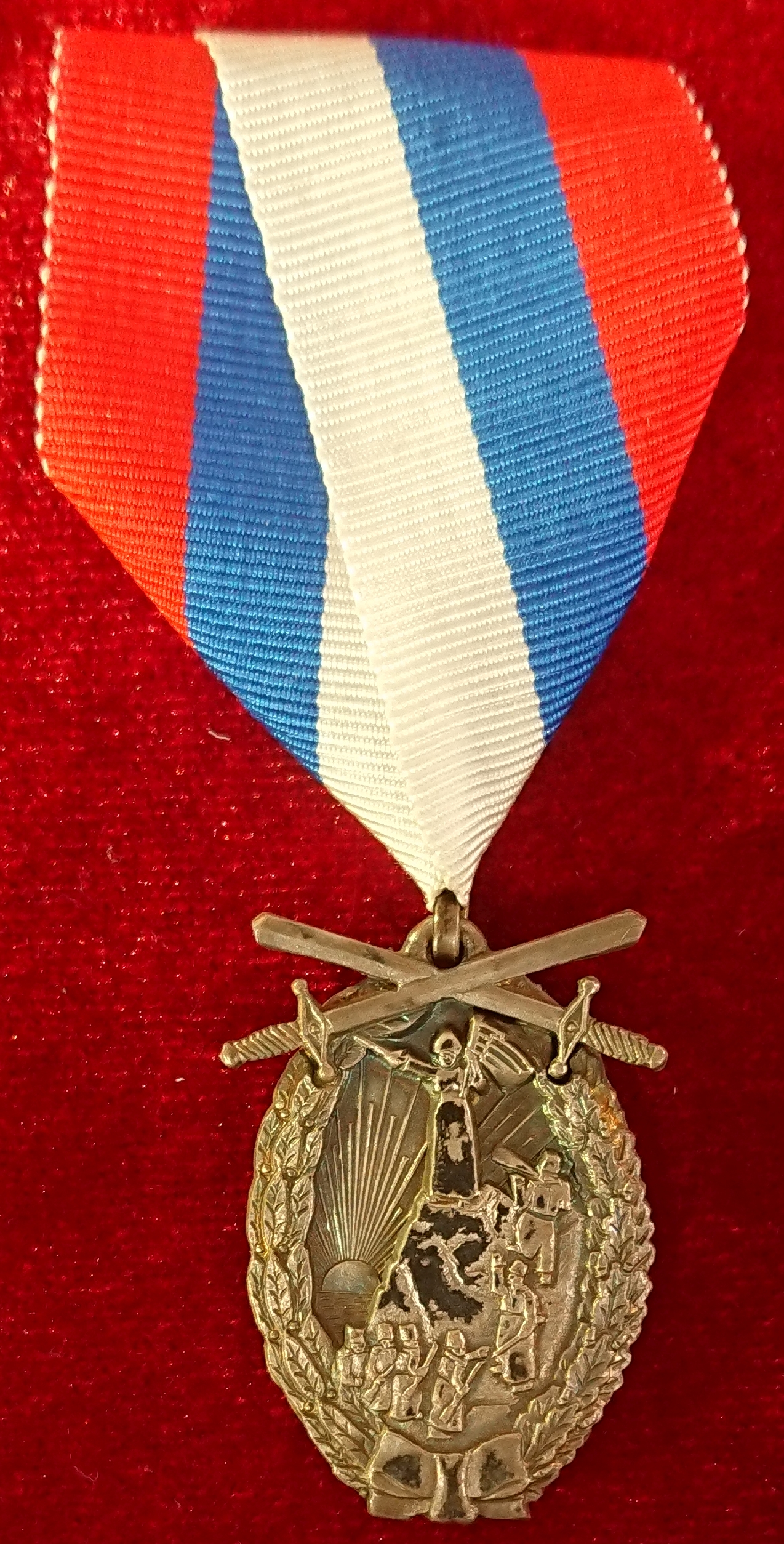
Медаль дроздовцам

Медаль серебряная, матовая, овальной формы, имеющая у ушка два скрещённых меча.
По краям медали, на аверсе, имеется две ветви. Справа — дубовая (как символ непоколебимого решения), а слева — лавровая, (символизирует решение, увенчавшееся успехом). На поле медали изображена Россия в виде женщины в древнерусском одеянии с мечом в протянутой руке над обрывом, и на дне его и по скату группа русских войск с оружием в руках, взбирающаяся к ногам женщины и олицетворяющая стремление к воссозданию Единой, Неделимой, Великой России на фоне восходящего неба.
На реверсе, в верхней его части, полукругом по краю выгравировано: «поход дроздовцев»; а поперек медали: «Яссы — Дон», следующая строка: «1200 верст», затем дата «26.II-25.IV.1918». В последней строчке — фамилия награждённого с инициалами его имени и отчества.